# SAS op de Caraïbische toer
Op de Caraïbische toer is een spionageroman van auteur Gérard de Villiers en het 8e deel uit de S.A.S.-reeks met als protagonist de Oostenrijkse prins en freelance CIA-agent Malko Linge.

De ligging van de Bahama's in Centraal-Amerika.

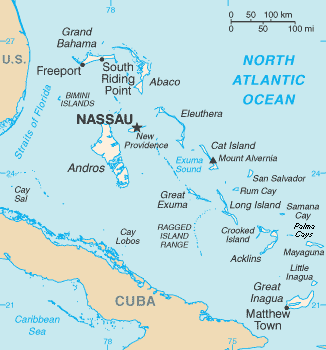
Een overzichtskaart van de Bahama's.

## Het verhaal
In de Caraïbische Zee, niet ver van de Bahama's, wordt het lijk van Bernon Mitchell uit zee gevist. Mitchel is een Amerikaanse wiskundige die voor enkele Amerikaanse overheidsinstanties codeersleutels heeft ontwikkeld die gebruikt worden om gecodeerde berichten uit te wisselen met vertegenwoordigers van de Amerikaanse overheid in het buitenland.
Malko wordt door de CIA naar de Bahama's gestuurd om deze zaak nader te onderzoeken.
Hij ontdekt dat Sarkov, een KGB-agent, zeer veel belangstelling heeft voor de zaak. Stond Mitchell soms op het punt de codeersleutels aan de Sovjet-Unie te verkopen?

## Personages
- Malko Linge, een Oostenrijkse prins en CIA-agent;
- Chris Jones, een CIA-agent en collega van Brabeck;
- Milton Brabeck, een CIA-agent en collega van Jones;
- Bernon Mitchell, een Amerikaanse wiskundige;
- Irina Malsen, een KGB-agent;
- Vassili Sarkov, een KGB-agent op de Bahama's.